# Metal Magic
| 전문가 평가                      | 전문가 평가 |
| 평가 점수                        | 평가 점수   |
| 출처                             | 점수        |
| -------------------------------- | ----------- |
| AllMusic                         | [ 1 ]       |
| Collector's Guide to Heavy Metal | 6/10        |
| The Daily Vault                  | C+          |
| Metal Forces                     | 8/10        |

《Metal Magic》은 1983년 6월 10일에 메탈 매직 레코드가 발매한 미국의 헤비 메탈 밴드 판테라의 데뷔 스튜디오 음반이다. 밴드의 다음 세 음반과 마찬가지로, 《Cowboys from Hell》의 발매를 시작으로 1990년대에 연주한 그루브 메탈 스타일보다는 키스와 반 헤일런의 영향을 받은 글램/헤비 메탈 사운드를 지향한다. 이 음반은 밴드 자체 레이블(메탈 매직이라고도 함)로 발매되었고, 저명한 컨트리 음악 작곡가이자 프로듀서인 제리 애봇이 프로듀싱했으며, 발매 당시 각각 16세와 19세였던 다임백 대럴과 비니 폴의 아버지였다.

## 반응
올뮤직의 회고적 리뷰에서 에두아르도 리바다비아는 《Metal Magic》에게 가능한 5개의 별 중 1.5개의 큰 부정적인 순위를 주었다. 그는 이 음반에 대해 〈I'll Be Alight〉와 〈Widowmaker〉에서 단 두 곡의 유망한 곡과 함께 "매우 평균적인 하드 록과 헤비 메탈 실화"라고 묘사했다. 게다가, 이 음반의 초기 몇 년 동안에도 "가장 강력한 자산"은 다임백 대럴의 기타 연주였다.

## 곡 목록
모든 크레딧은 오리지널 음반에서 각색되었다.
| #  | 제목                       | 작사·작곡            | 재생 시간 |
| -- | -------------------------- | -------------------- | --------- |
| 1. | 〈Ride My Rocket〉         | 비니 폴, 다임백 대럴 | 4:55      |
| 2. | 〈I'll Be Alright〉        | 폴, 대럴             | 3:13      |
| 3. | 〈Tell Me If You Want It〉 | 테리 글레이즈        | 3:44      |
| 4. | 〈Latest Lover〉           | 폴, 대럴, 글레이즈   | 2:54      |
| 5. | 〈Biggest Part of Me〉     | 글레이즈             | 4:49      |

| #   | 제목                           | 작사·작곡 | 재생 시간 |
| --- | ------------------------------ | --------- | --------- |
| 6.  | 〈Metal Magic〉                | 폴, 대럴  | 4:17      |
| 7.  | 〈Widowmaker〉                 | 폴, 대럴  | 3:03      |
| 8.  | 〈Nothin' On (But the Radio)〉 | 글레이즈  | 3:30      |
| 9.  | 〈Sad Lover〉                  | 폴, 대럴  | 3:27      |
| 10. | 〈Rock Out!〉                  | 글레이즈  | 5:45      |